# Eschweilera alata
Eschweilera alata är en tvåhjärtbladig växtart som beskrevs av Albert Charles Smith. Eschweilera alata ingår i släktet Eschweilera och familjen Lecythidaceae. Inga underarter finns listade i Catalogue of Life.